# Império Sérvio
Império Sérvio ou Império da Sérvia (em sérvio: Српско Царство; romaniz.: Srpsko Carstvo) foi um império medieval de curta duração formado na península Balcânica como sucessor do Reino da Sérvia. Ele foi fundado em 1346, pelo rei Estêvão Uresis IV, que expandiu significativamente o seu território. Ele também elevou a Igreja Sérvia ao status de patriarcado. Seu filho e sucessor, Estêvão Uresis V, perdeu quase tudo o que o pai conquistou (e daí o epíteto). O Império Sérvio terminou definitivamente com a sua morte em 1371 e a desintegração do estado. Alguns dos sucessores de Estêvão em partes da Sérvia chegaram a reivindicar o título de imperador e mantiveram a alegação até 1402.

## História
Em 1331, Estêvão Uresis IV (Duxã) tornou-se o rei da Sérvia ao depor e assassinar o seu pai, Estêvão Uresis III. Já em 1345, Duxã, "o Poderoso", havia expandido o território da Sérvia a ponto de ele cobrir metade dos Bálcãs - um território maior que o dos vizinhos, o Império Bizantino e o Império Búlgaro. Por conta disso, em Serres, Duxã se autoproclamou czar ("imperador", derivado do título romano césar).
Em 16 de abril de 1346, em Escópia, ele se fez coroar "Imperador dos sérvios e gregos" - um título que implicava numa reivindicação ao trono bizantino. A cerimônia foi realizada pelo recém-proclamado patriarca da Sérvia Joanices II com a ajuda do patriarca da Bulgária, Simeão, e Nicolau, arcebispo de Ácrida.
Duxã criou uma série de leis conhecidas como "Código de Duxã" entre 1349 e 1354. O código era baseado no direito romano-bizantino e na primeira constituição sérvia - o Nomocano de São Sava (1219). Tratava-se de um código civil e canônico (baseado nos cânones dos concílios ecumênicos) que regulava o funcionamento do estado e da Igreja Sérvia. O Império Sérvio floresceu e tornou-se um dos mais desenvolvidos estados da Europa.
O novo imperador também dobrou o tamanho de seu antigo reino, expandindo para o sul, sudeste e leste às custas do Império Bizantino. Duxã jamais lutou uma única batalha pessoalmente, preferindo expandir-se através de cercos. Ele foi sucedido por seu filho, Estêvão Uresis V, dito "o Fraco", um termo que poderia aplicar-se também ao estado do império, que decaía lentamente para a anarquia feudal. A combinação de uma repentina conquista, administração retrógrada e o fracasso em consolidar o controle nos novos territórios levou à fragmentação do estado sérvio. Este foi um período marcado também pela ascensão de uma nova ameaça: o Império Otomano, que gradualmente vinha se expandindo da Ásia para a Europa e conquistando a Trácia bizantina primeiro e, em seguida, diversos outros estados balcânicos. Incompetente demais para gerir o grande império criado pelo pai, Estêvão V não conseguiu nem repelir os ataques inimigos e nem combater a crescente independência de seus próprios nobres. O Império Sérvio sob o controle de Estêvão se fragmentou num conglomerado de principados, alguns dos quais não reconheciam sua autoridade nem sequer de forma nominal. O imperador morreu sem filhos em 4 de dezembro de 1371 depois de a maior parte da nobreza sérvia ter sido assassinada na Batalha de Maritsa pelos exércitos otomanos.

## Resultado e legado
O decadente Império Sérvio comandado por Estêvão, o Fraco, faria pouca resistência aos poderosos otomanos. À luz dos conflitos internos e da crescente descentralização do poder, os otomanos derrotaram os sérvios liderados por Blucasino Demétrio na Batalha de Maritsa em 1371, tornando vassalos os governantes das regiões meridionais. O imperador morreu logo em seguida e, como ele não tinha filhos e a nobreza não conseguiu concordar sobre quem seria o herdeiro legítimo, o império passou a ser governado por uma miríade de senhores regionais semi-independentes que geralmente estavam em conflito uns contra os outros. O mais poderoso deles, Lázaro, cnezo da região da moderna Sérvia central (que ainda não havia sido subjugada pelos otomanos), enfrentou os invasores na Batalha de Kosovo em 1389. O resultado foi um empate tático, mas as consequências foram muito mais duras para os sérvios e terminou na queda de todo o território sérvio. Estêvão Lazarević, filho de Lázaro, sucedeu ao pai como governante da Sérvia Morávia, mas, já em 1394, havia se tornado vassalo dos otomanos. Em 1402, ele se revoltou e se aliou ao Reino da Hungria. Os anos seguintes foram caracterizados pela disputa de poder entre otomanos e húngaros pelo território da Sérvia. Em 1453, os otomanos conquistaram Constantinopla e, em 1458, Atenas caiu. No ano seguinte, a Sérvia foi anexada e, em 1460, o que restava da Grécia também.
Com a queda da Sérvia, as migrações passaram a correr para o norte. Os sérvios tornaram-se mercenários em exércitos estrangeiros e lutaram em milícias irregulares e em unidades de guerrilha como os haiduques e os uskoks nos Balcãs (parte do Império Habsburgo), enquanto outros juntaram-se aos hussardos, seimeni, stratioti etc.

## Economia
As estradas romanas que corriam na direção leste-oeste permitiam o transporte de uma variedade de comódites: vinho, produtos manufaturados e bens de luxo da costa; metais, gado, madeira, lã, peles e couro do interior. Foi este desenvolvimento econômico que tornou possível a formação de um império na região. Entre as principais estradas estavam a Via Militar, Via Egnácia e a Via de Zenta, entre outras. Além disso, comerciantes de Ragusa também detinham privilégios comerciais por todo o reino.
Srebrenica, Rudnik, Trepca, Novo Brdo, Kopaonik, Majdanpek, Brskovo e Samokov eram os principais centros da mineração de ferro, cobre e chumbo, além do ouro e da prata. As minas de prata providenciavam a maior parte da receita real e o trabalho era realizado por escravos gerenciados por mercenários saxões.
A moeda corrente chamava-se "dinar", cujo nome alternativo era "perper", um termo derivado do hipérpiro bizantino. O "dinar em ouro" era a maior unidade monetária e uma moeda correspondia ao imposto imperial anual por habitação.

## Direito
O Código de Duxã foi publicado em dois congressos estatais: em 21 de maio de 1349, em Escópia, e emendado em 1354, em Serres. Ele regulava todas as esferas da vida social e é, por isso, considerado como uma constituição medieval. Ele incluía 201 artigos e baseava-se no direito romano-bizantino, um transplante particularmente notável nos artigos 171 e 172 do Código de Duxã, que tratavam da independência judicial: eles foram copiados do código bizantino chamado Basílicas (livro VII, 1, 16-17). Além disso, o Código de Duxã está enraizado na primeira constituição sérvia - o Nomocano de São Sava (em sérvio:  Zakonopravilo), de 1219 - promulgada por São Sava, uma compilação de códigos civis do direito romano e canônico e baseada nos concílios ecumênicos cujo objetivo básico era organizar as funções do estado e da igreja.

## Administração
O monarca tinha amplos poderes autocráticos, mas estava rodeado e era aconselhado por um grupo de magnatas e prelados. A corte, a chancelaria e a administração estatal eram cópias rudimentares das estruturas equivalentes em Constantinopla.
A nobreza reinante era proprietária hereditária das terras, que eram trabalhadas por sebri dependentes, o equivalente ao grego paroikos: camponeses que deviam ao senhor o seu trabalho e eram formalmente ligados à terra por decreto.

## Exército
As táticas militares sérvias consistiam basicamente de ataques da cavalaria pesada em formação de cunha flanqueada por arqueiros montados. Muitos mercenários estrangeiros serviam no exército sérvio, principalmente germânicos na cavalaria e hispânicos na infantaria. O exército tinha ainda guardas mercenários, principalmente cavaleiros germânicos. Um deles, chamado Palman, tornou-se o comandante da Guarda Alemã sérvia em 1331 ao marchar da Sérvia até Jerusalém. Ele era também o comandante de todos os mercenários do exército sérvio.

## Monarcas
- Estêvão Uresis IV (r. 1346–1355)
- Estêvão Uresis V (r. 1355–1371)